# Гуменюк Борис Іванович
Борис Іванович Гуменюк (*1953) — український дипломат, доктор історичних наук (1994), професор (1995), Надзвичайний і Повноважний Посол. Надзвичайний і Повноважний Посол України в Республіці Кіпр (два терміни: 2003 -2007 та 2012–2019). Ректор Дипломатичної академії України при МЗС України (1996—2003, 2007—2012). Дійсний член (академік) Української академії геополітики та геостратегії (2025).

## Біографія
Народився 18 червня 1953 року в смт Муровані Курилівці на Вінниччині. У 1976 закінчив Київський державний університет ім. Т. Г. Шевченка, факультет міжнародних відносин та міжнародного права.
З 1979 по 1994 — асистент, доцент, заступник декана факультету міжнародних відносин та міжнародного права, заступник директора, професор Інституту міжнародних відносин КДУ ім. Т. Г. Шевченка.
1994 — 1996 — Доктор історичних наук, завідувач кафедри, в. о. професора Інституту міжнародних відносин Київського державного університету ім. Т. Г. Шевченка
З 02.1995 по 1996 — завідувач кафедри міжнародних організацій та дипломатичної служби Інституту міжнародних відносин КДУ ім. Т. Г. Шевченка.
З 1996 по 2003 — ректор Дипломатичної академії України при МЗС України, член Колегії МЗС України.
З 29.09.2003 по 08.02.2007 — Надзвичайний та Повноважний Посол України в Республіці Кіпр.
З 2007 по 2012 — ректор Дипломатичної академії України при МЗС України.
З 21.02.2012 по 19.07.2019 рр. — Надзвичайний і Повноважний Посол України в Республіці Кіпр.
Сфера наукових інтересів: Зовнішня політика України, дипломатична і консульська служба України, дипломатична служба іноземних держав.

## Нагороди
- Премія імені Віктора Тимчука (2022) за книгу «Роде мій красний, роде мій дужий… Кілька фрагментів із історії двох родин села Підлісний Ялтушків Барського району»[8]

## Автор книг
- «Горизонти „третього світу“» (1990),
- «Між минулим і майбутнім» (1991),
- «Основи дипломатичної і консульської служби» (1998),
- «Сучасна дипломатична служба» (2001, співавтор),
- «Із щоденника посла України» (2021)